# Gran Canale

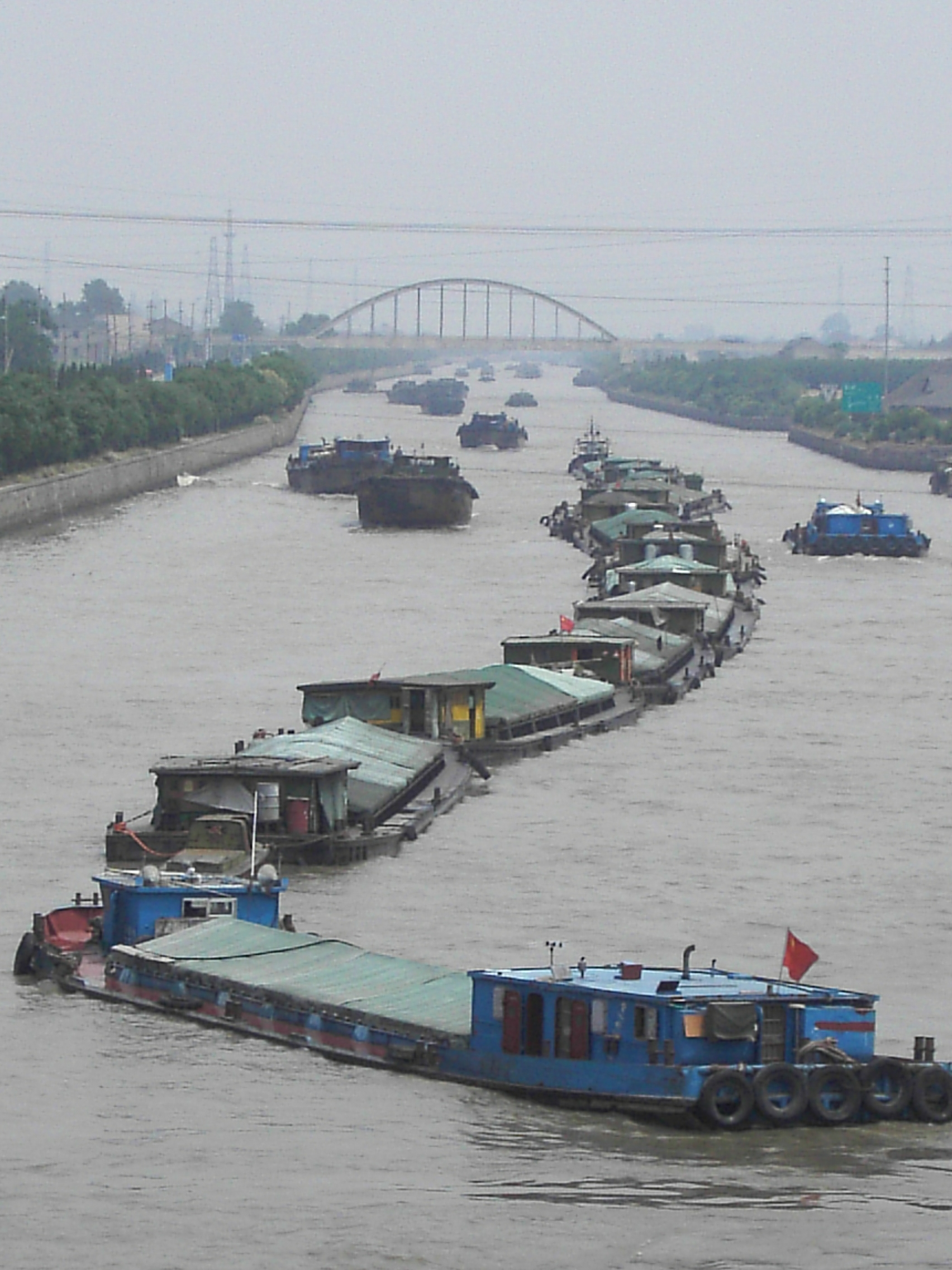
Il canale Jiangnan

Il Gran Canale della Cina, conosciuto anche come Gran Canale Jing-Hang e Canale Imperiale, è il canale o fiume artificiale più lungo del mondo e collega Pechino, passando per Tianjin e le provincie di Hebei, Shandong, Jiangsu e arrivando a Hangzhou nello Zhejiang e collega il Fiume Giallo al Fiume Azzurro in Cina.

## Descrizione
La parte tra lo Yangzi e il Fiume Giallo appare anche in uno dei libri di Confucio nel quale è indicato che venne costruito nel 486 a.C. Fu riparato durante il III secolo a.C..
Nell'anno 604, l'imperatore Yangdi della dinastia Sui lasciò la capitale, Chang'an (l'odierna Xi'an) per trasferirsi a Luoyang. Nel 605, l'imperatore ordinò la realizzazione di due progetti: trasferire la capitale del paese a Luoyang (nello Henan) e scavare un canale tra Tianjin e Hangzhou.
Ci vollero sei anni per costruire il canale, unendo canali preesistenti che si trovarono nel corso dell'opera e collegando il Fiume Giallo, il Hai He, il Huai He, il Chang Jiang (conosciuto anche come Fiume Azzurro o Yangzi) e il Qiantangjiang. 
La parte sud fino a Pechino, tra lo Yangzi e Hangzhou, fu costruita fra il 1280 e il 1293.
Il Gran Canale oggi va da Pechino e termina a sud di Hangzhou (Zhejiang). La sua lunghezza totale è di 1.794 chilometri e, oltre a Tianjin, passa per Pechino, Hebei, Shandong, Jiangsu e Zhejiang. Dopo aver lasciato Hangzhou, il canale passa attorno al lago Tai, dirigendosi fino alla città di Suzhou. Tra Suzhou e Jingjiang, che è la parte sud del canale, è attraversato da cinque ponti di pietra e sulle sue rive si trovano numerosi archi commemorativi e pagode.
Nella zona centrale, la corrente è forte e rende difficile viaggiare verso nord. Questa parte del canale è caratterizzata dalla presenza di numerosi laghi ed è alimentato dalle acque dello Yangzi. Le terre situate a ovest del canale sono più in alto rispetto a quelle che si trovano ad est, per tale motivo queste due porzioni di terra sono note come Shanghe (la parte superiore del fiume) e Xiahe (la parte inferiore del fiume).
La parte a nord è la più lunga di tutto il canale, e si estende dall'antico letto del Fiume Giallo fino a Tianjin. Nella zona dello Shandong, il Canale passa per diverse lagune, che durante l'estate formano un lago (il Zhouyang). Più a nord di questo lago si trova la città di Ziningzhou. Nella zona dove il Fiume Giallo incrocia il Canale, secondo le antiche mappe, esisteva un canale non più utilizzato dal 1853.

La parte nord del Canale si utilizza molto poco attualmente anche se è una ottima via di comunicazione fra il nord e il sud. Il problema è che ormai si trova in abbandono, mal costruita e riceve fango dal bacino del Fiume Giallo che rende difficile la navigazione. Le zone più utilizzate attualmente sono la parte centrale e quella sud.